# Matthias Conrad Peterson

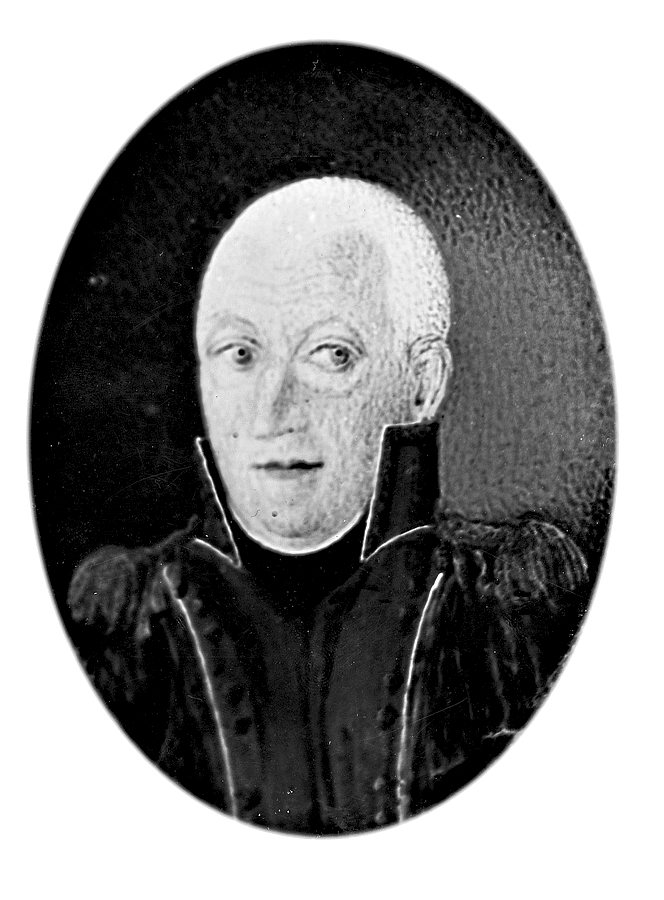
Matthias Conrad Peterson

Matthias Conrad Peterson (* 21. September 1761 in Schleswig; † 14. Februar 1833 in Trondheim) war ein norwegischer Kaufmann und Journalist. Er gilt als Wegbereiter des norwegischen Journalismus.
Sein Vater war der Schuhmacher Jørgen Peterson; der Name der Mutter ist unbekannt. Am 3. November 1790 heiratete er Sara Johanna Dons (18. Dezember 1765–23. März 1851), Tochter des Majors Lorentz Dons (1728–1784) und dessen Frau Cornelia Susanne Klingenberg (1729–1823).
Er wuchs in ärmlichen Verhältnissen auf. 1782 zog er wie viele andere junge Menschen des Herzogtums nach Trondheim, wo viele seiner Landsleute ihr Glück gemacht hatten. Zunächst war er Bediensteter des Kaufmanns Falck aus Jämtland; danach arbeitete er im Handelshaus Alexander H. Friedlieb & Comp. und wurde dort Buchhalter und Sekretär. Er beschaffte sich 1818 das Bürgerrecht in Trondheim als Kaufmann und wurde Teilhaber des Kaufmanns Hans Geelmuyden.
Peterson war auf vielen Gebieten der Gesellschaft tätig und ein glühender Anhänger Norwegens und der norwegischen Eigenständigkeit. Diese Einstellung vertrat er 1795 bis 1800 als Redakteur der seit 1767 bestehenden Zeitung Adresseavisen. Der erste Artikel unter seinem Namen erschien dort 1790. Später redigierte er eine Reihe anderer Zeitungen und Zeitschriften oder lieferte ihnen Material. 1815 wurde er Mitarbeiter der neu gegründeten Zeitung Den lille Trondhjemske Tilskuer. Als Journalist formulierte er seine Texte der lebendigen Sprechweise angepasst und reformierte so die Zeitungssprache. Als 1818 die Regierung eine königliche Vorlage zum Verbot aggressiver Schriften gegen die Union mit Schweden annahm, schrieb Peterson Artikel, in denen er sich gegen diese Beschränkung der Pressefreiheit, die in § 100 des Grundgesetzes verankert war, wandte. 1821 wurde gegen ihn Anklage wegen scharfen Sprachgebrauchs gegenüber König Karl Johann erhoben. Der Prozess ging bis vor den Obersten Gerichtshof. Peterson wurde in allen Instanzen freigesprochen. Das war ein großer Sieg der Pressefreiheit, und Peterson veröffentlichte die Prozessschriftstücke.
Nach 1814 trat er energisch dafür ein, den 17. Mai als Verfassungstag zu feiern. Zunächst wurde er im privaten Kreis unter Ausschluss der Öffentlichkeit gefeiert. Die Forderung, die Feier öffentlich zu gestalten, erhob Peterson im Sommer 1824 in einem Artikel in Adresseavisen. Am 17. Mai 1826 wurde auf seine Initiative hin in Trondheim der erste öffentliche Umzug mit Kanonensalut durchgeführt.
Er interessierte sich für Wirtschaftsfragen und setzte sich 1815 für die Aufhebung der Eidsvollgarantie ein, mit der der erste Staatshaushalt eines selbständigen Norwegens hätte finanziert werden sollen. In seinen Artikeln stellte er sich voll hinter die Opposition im Storting. Er hatte auch die Aufstellung einer Artillerie-Kompanie in der Bürgerwehr vorgeschlagen, deren Kapitän er 1801 wurde. 1816 wurde er in die Direktion der neu errichteten Norges Bank gewählt. Auch unterstützte er die Forderung nach einer norwegischen Universität. Er trat auch gegen die Verachtung des unehrlichen Berufs des „Nattmanns“ ein.